# Peter Fenger
Peter Fenger, född 1719, död 1774, var en dansk affärsidkare. Han var slavhandlare och delägare i företaget Borre & Fenger, som både deltog i danska slavhandeln och ägnade sig åt annan handel med Danska Västindien.